# Streptomyces achromogenes
Streptomyces achromogenes Okami e Umezawa, 1953 è una specie di batteri Gram-positivi che appartiene al genere Streptomyces.

## Caratteristiche
S. achromogenes può produrre colonie a una temperatura di 28 °C su un substrato di lievito e di malto, a cui è stato aggiunto glucosio.
Il batterio rappresenta la fonte degli enzimi di restrizione SacI e SacII, così come del composto antibiotico sarcidina. Da un ceppo del batterio, chiamato S. achromogenes var. streptozoticus, ha origine la streptozocina, un farmaco usato nel trattamento contro alcuni tumori neuroendocrini del pancreas.